# Division No 15 (Alberta)
Pour les articles homonymes, voir Division No 15.

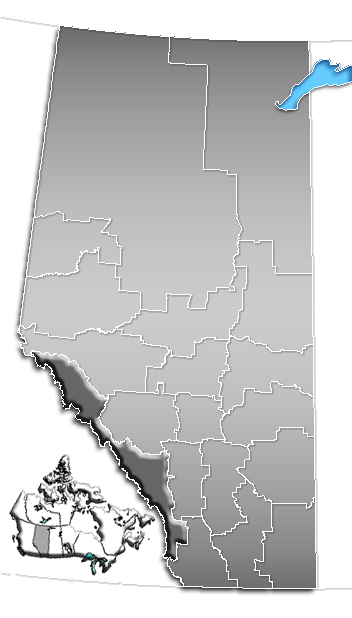
Carte de localisation de la Division No. 15 en Alberta.

La Division No 15 d'Alberta est une division de recensement située au sud-ouest de la province, à la frontière avec la Colombie-Britannique. Ses principaux centres urbains sont Canmore (12 000 hab.), Banff (6 700 hab.), Crowsnest Pass (5 700 hab.) et Jasper (4 300 hab.). Sa superficie est de 28 400 km2 et sa population s'élevait en 2006 à 34 150 habitants, soit une densité de 1,2 hab./km2.

## Principales entités administratives
Bourgs
- Canmore
- Banff

Villages d'été
- Ghost Lake
- Waiparous

Municipalités spécialisées
- Crowsnest Pass
- Jasper

Hameaux
- Benchlands
- Dead Man's Flats
- Exshaw
- Harvie Heights
- Kananaskis Village
- Lac des Arcs
- Lac Louise
- Saskatchewan River Crossing
- Seebe

Districts municipaux
- Bighorn No 8
- Ranchland No 66

Districts d'amélioration
- District d'amélioration No 9 - Parc national Banff
- District d'amélioration No 12
- District d'amélioration No 25
- District d'amélioration de Kananaskis

Réserves
- Stoney 142
- Stoney 143
- Stoney 144